# Erste Venezolanische Republik
Die Erste Republik von Venezuela (spanisch: Primera República de Venezuela) war die erste unabhängige Regierung Venezuelas und dauerte vom 5. Juli 1811 bis zum 25. Juli 1812. Die Zeit der Ersten Republik begann mit dem Sturz der spanischen Kolonialbehörden und der Einsetzung der Junta Suprema de Caracas am 19. April 1810, wodurch der venezolanische Unabhängigkeitskrieg ausgelöst wurde, und endete mit der Kapitulation der republikanischen Streitkräfte vor dem spanischen Hauptmann Domingo de Monteverde. Der venezolanische Kongress erklärte am 5. Juli 1811 die Unabhängigkeit des Landes und erarbeitete später eine Verfassung für das Land. Damit war Venezuela die erste spanisch-amerikanische Kolonie, die ihre Unabhängigkeit erklärte.

## Geschichte

### Vorgeschichte
Mehrere europäische Ereignisse bereiteten den Boden für die Erklärung der Unabhängigkeit Venezuelas. Die Napoleonischen Kriege in Europa schwächten nicht nur die imperialistische Macht Spaniens, sondern brachten auch Großbritannien inoffiziell auf die Seite der Unabhängigkeitsbewegung. Im Mai 1808 verlangte und erhielt Napoleon die Abdankung Ferdinands VII. und die Bestätigung der Abdankung seines Vaters Karl IV. einige Monate zuvor. Napoleon machte daraufhin seinen Bruder Joseph Bonaparte zum König von Spanien. Damit begann der spanische Unabhängigkeitskrieg gegen die französische Hegemonie und Teilbesetzung, noch bevor die spanisch-amerikanischen Unabhängigkeitskriege begannen. Im Mittelpunkt des politischen Widerstands in Spanien stand die Oberste Zentraljunta, die sich selbst bildete, um im Namen Ferdinands zu regieren, und der es gelang, die Loyalität der zahlreichen Provinz- und Gemeindejuntas zu gewinnen, die sich nach der französischen Invasion in ganz Spanien gebildet hatten. Auch in Venezuela gab es in den Jahren 1809 und 1810 verschiedene Versuche, eine Junta zu errichten, und zwar sowohl in Form von legalen, öffentlichen Ersuchen an den Generalkapitän als auch in Form von geheimen Komplotten zur Absetzung der Behörden. Die erste große Niederlage, die das napoleonische Frankreich erlitt, war die Schlacht von Bailén in Andalusien. (In dieser Schlacht kämpften Pablo Morillo, der spätere Befehlshaber der Armee, die in Neugranada und Venezuela einmarschierte, Emeterio Ureña, ein Offizier der Unabhängigkeitsbewegung in Venezuela, und José de San Martín, der spätere Befreier Argentiniens und Chiles, Seite an Seite gegen den französischen General Pierre Dupont). Trotz dieses Sieges kehrte sich die Situation bald um, und die Franzosen rückten nach Südspanien vor, so dass sich die spanische Regierung auf die Insel Cádiz zurückziehen musste. In Cádiz löste sich die Oberste Zentraljunta selbst auf und setzte eine fünfköpfige Regentschaft ein, die die Staatsgeschäfte führte, bis die Cortes von Cádiz einberufen werden konnten.

### Errichtung der Republik
Am 18. April 1810 trafen Agenten der spanischen Regentschaft in der Stadt Caracas ein. Nach erheblichen politischen Unruhen kündigte der örtliche Adel für den Morgen des 19. April, dem Gründonnerstag, eine außerordentliche öffentliche Sitzung des Cabildo (des Gemeinderats) an. An diesem Tag übernahm eine erweiterte Stadtregierung von Caracas im Namen Ferdinands VII. die Macht und nannte sich Oberste Junta zur Wahrung der Rechte Ferdinands VII. (La Suprema Junta Conservadora de los Derechos de Fernando VII) und setzte daraufhin Generalkapitän Vicente Emparán und andere Kolonialbeamte ab.
Damit wurde ein Prozess eingeleitet, der zur Erklärung der Unabhängigkeit von Spanien führen sollte. Bald nach dem 19. April errichteten auch viele andere venezolanische Provinzen Juntas, von denen die meisten die Junta in Caracas anerkannten (einige wenige erkannten jedoch sowohl die Regentschaft in Spanien als auch die Junta in Caracas an). Andere Regionen richteten keine Juntas ein, sondern behielten ihre bestehenden Behörden bei und erkannten weiterhin die spanische Regierung an. Diese Situation führte zu einem Bürgerkrieg zwischen den Venezolanern, die die neuen autonomen Juntas befürworteten, und denjenigen, die weiterhin der spanischen Krone treu waren. Die Junta von Caracas rief einen Kongress der venezolanischen Provinzen ein, der im darauffolgenden März zusammentrat, woraufhin sich die Junta selbst auflöste. Der Kongress setzte ein Triumvirat ein, das die Exekutivfunktionen des Kongresses und der Provinzen, die ihn unterstützten, übernahm.
Kurz nach der Einsetzung der Juntas war der venezolanische Emigrant Francisco de Miranda in sein Heimatland zurückgekehrt und nutzte das sich rasch verändernde politische Klima. Seit seinem gescheiterten Versuch, Venezuela im Jahr 1806 zu befreien, war er eine Persona non grata gewesen. Miranda wurde in den Kongress gewählt und begann, für die Unabhängigkeit zu agitieren. Er scharte eine Gruppe Gleichgesinnter um sich, die eine Vereinigung nach dem Vorbild des Jakobinerclubs gründeten, um Druck auf den Kongress auszuüben. Die Unabhängigkeit wurde formell am 5. Juli 1811 erklärt. Der Kongress gründete eine Konföderation, die in seiner Unabhängigkeitserklärung als Amerikanische Konföderation von Venezuela bezeichnet wurde. In der Verfassung, die hauptsächlich von dem Juristen Juan Germán Roscio ausgearbeitet wurde und die er am 21. Dezember 1811 ratifizierte, wurden die Staaten von Venezuela (im ersten Satz) und danach die Vereinigten Staaten von Venezuela und die Amerikanische Konföderation von Venezuela genannt. Die Verfassung schuf eine starke Zweikammer-Legislative, und wie im benachbarten Neugranada behielt der Kongress die schwache Exekutive bei, die aus einem Triumvirat bestand. Diese Regierung war nicht lange in Kraft, da die Provinzen (in der Verfassung als Staaten bezeichnet) sie nicht vollständig umsetzten. Die Provinzen schrieben auch ihre eigenen Verfassungen, ein Recht, das der Kongress anerkannte.

### Bürgerkrieg und Auflösung des Staates
Obwohl der Kongress die Unabhängigkeit erklärte, blieben die Provinzen Maracaibo und Guayana sowie der Bezirk Coro der Obersten Zentraljunta Spaniens (1808–10) und der ihr folgenden Cortes von Cádiz treu. Die neue Konföderation beanspruchte das Recht, das Gebiet des ehemaligen Generalkapitanats zu regieren, und die Region geriet 1810 in einen regelrechten Bürgerkrieg, in dem Kämpfe zwischen royalistischen und republikanischen Gebieten ausbrachen. Eine Militärexpedition aus Caracas, die Coro wieder unter ihre Kontrolle bringen sollte, wurde im November zurückgeschlagen. Die Junta von Caracas, die weiterhin die Provinz Caracas regierte, hatte in der neu ausgerufenen Konföderation nicht viel Macht und hatte es schwer, Nachschub und Verstärkung aus den anderen konföderierten Provinzen zu erhalten. Die Konföderation wurde von den Criollos angeführt, konnte aber aufgrund der schlechten wirtschaftlichen Lage die unteren Schichten nicht ansprechen, obwohl dies versucht wurde. Da Venezuela von Spanien abgeschnitten war, verlor es den Markt für sein Hauptexportgut, den Kakao. Infolgedessen erlitt Venezuela schwere Verluste an Spezies, die es zum Kauf dringend benötigter Güter von seinen neuen Handelspartnern wie den Briten und Amerikanern verwendete, die nicht die gesamte Produktion landwirtschaftlicher Erzeugnisse als Bezahlung akzeptieren konnten. Um ihre Schulden bei den Venezolanern zu begleichen, druckte die Bundesregierung Papiergeld, das jedoch schnell an Wert verlor und viele gegen die Regierung aufbrachte.
Im Jahr 1812 erlitt die Konföderation schwere militärische Rückschläge, und die Regierung übertrug Miranda das Kommando über die Armee und die Führung der Konföderation. Ein starkes Erdbeben, das Venezuela am 26. März 1812, ebenfalls an einem Gründonnerstag, erschütterte und vor allem in republikanischen Gebieten Schäden anrichtete, trug ebenfalls dazu bei, dass sich die Bevölkerung gegen die Republik wandte. Da die Junta von Caracas an einem Gründonnerstag gegründet worden war, fiel das Erdbeben auf ihren zweiten Jahrestag im liturgischen Kalender. Dies wurde von vielen als Zeichen der Vorsehung gedeutet, und viele, auch in der republikanischen Armee, begannen, sich heimlich gegen die Republik zu verschwören oder ganz überzulaufen. Andere Provinzen weigerten sich, der Provinz Caracas Verstärkung zu schicken. Schlimmer noch: Ganze Provinzen begannen, die Seiten zu wechseln. Am 4. Juli wechselte Barcelona durch einen Aufstand auf die Seite der Royalisten. Das benachbarte Cumaná, das nun vom republikanischen Zentrum abgeschnitten war, weigerte sich, Mirandas diktatorische Befugnisse und seine Ernennung eines Generalkommandanten anzuerkennen. Bis Mitte des Monats waren auch viele der abgelegenen Gebiete der Provinz Cumaná zu den Royalisten übergelaufen.
Ein spanischer Fregattenkapitän der Marine, Domingo Monteverde, der in Coro stationiert war, nutzte diese Umstände und verwandelte eine kleine Truppe unter seinem Kommando in eine große Armee, die sich ihm auf seinem Vormarsch nach Valencia anschloss. Miranda war nur noch für ein kleines Gebiet in Zentralvenezuela zuständig. Unter diesen schwierigen Umständen hatte die republikanische Regierung Miranda zum Generalissimus ernannt und ihm weitreichende politische Befugnisse übertragen. Mitte Juli hatte Monteverde Valencia eingenommen, und Miranda hielt die Lage für aussichtslos und nahm Verhandlungen mit Monteverde auf. Am 25. Juli 1812 schlossen Miranda und Monteverde eine Kapitulation ab, in der die ehemaligen republikanischen Gebiete die Cortes von Cádiz anerkannten. Die Erste Republik war zu Ende gegangen. Monteverdes Truppen marschierten am 1. August in Caracas ein.